# Raffaele Baratta
Raffaele Baratta (* 28. September 1889 in Bologna; † 12. Mai 1973 in Perugia ?) war Erzbischof von Perugia.

## Leben
Raffaele Baratta empfing am 21. Dezember 1912 mit 23 Jahren die Priesterweihe.
Am 18. April 1951 ernannte ihn Papst Pius XII. zum Bischof von Rieti. Die Bischofsweihe spendete ihm am 10. Juni desselben Jahres Mario Vianello, der Erzbischof von Perugia; Mitkonsekratoren waren Beniamino Ubaldi, Bischof von Gubbio, und Luigi Faveri, Bischof von Tivoli.
Mit Wirkung vom 27. Dezember 1959 ernannte ihn Papst Johannes XXIII. zum Erzbischof von Perugia. Am 15. Oktober 1968 nahm Papst Paul VI. sein aus Altersgründen vorgebrachtes Rücktrittsgesuch an und ernannte ihn zum Titularerzbischof von Darnis.